# Badenhard

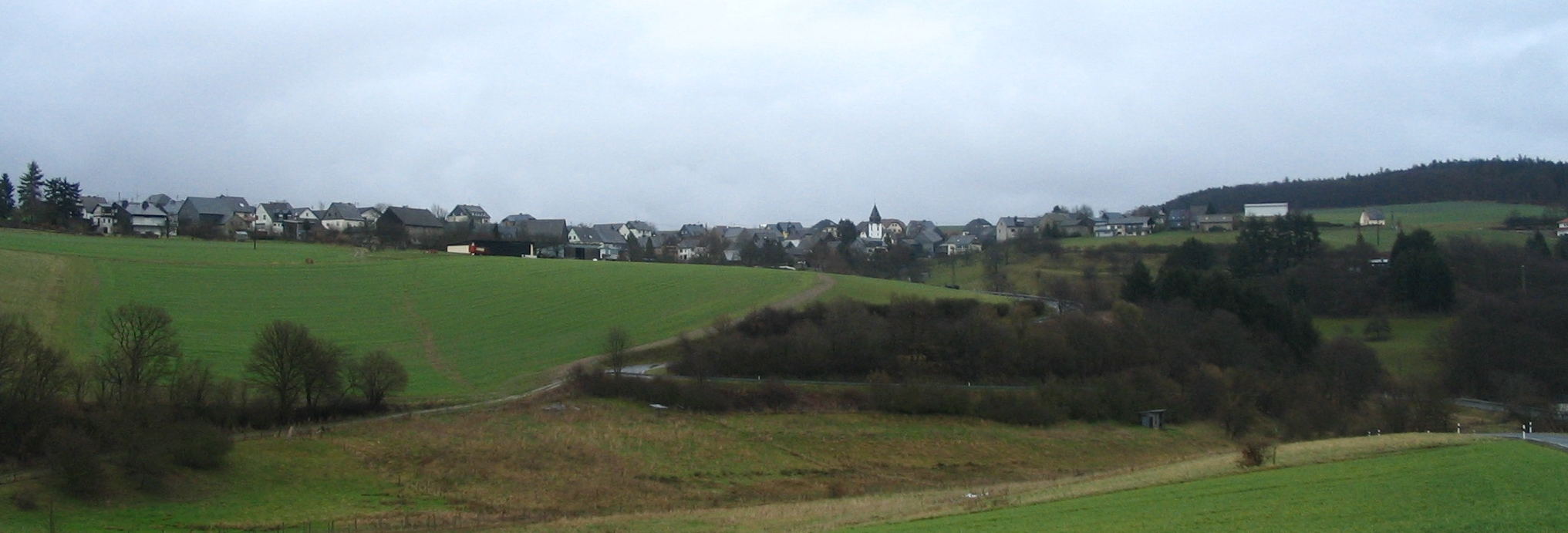
Ortsansicht von Süden

Badenhard ist eine Ortsgemeinde im Rhein-Hunsrück-Kreis in Rheinland-Pfalz. Sie gehört der Verbandsgemeinde Hunsrück-Mittelrhein an.

## Geographische Lage
Badenhard liegt auf einem Höhenrücken im Osten des Hunsrücks, zwischen dem Mittelrheintal und der Autobahn A 61.
Nachbargemeinden sind:
- Utzenhain
- Birkheim

## Geschichte
Badenhard ist vermutlich im 14. Jahrhundert entstanden. In alten Aufzeichnungen ist von zwei Gehöften die Rede, die in der Gemarkung Badenhard gelegen haben. Das eine war der Schönhöller Hof, welcher in östlicher Richtung des heutigen Badenhard lag und der Preiserter Hof, der in westlicher Richtung des Ortes lag. Beide Höfe gehörten der Vogtei Pfalzfeld an, welche wiederum der Grafschaft Katzenelnbogen zugehörte. Aus diesen beiden Höfen ist vermutlich das Dorf Badenhard entstanden. Früher hieß es Bahnert. Diesen Namen führt Badenhard auch heute noch im Volksmund. Die erste Urkunde, in der Badenhard urkundlich erwähnt ist, stammt aus dem Jahr 1368. In ihr werden auch die Namen der ersten Einwohner genannt. Diese sind: Brück, Hofmann, Hilgert und Morschhäuser, welche noch heute in der Gemeinde vertreten sind.
Die hiesige Gegend, die Vogtei Pfalzfeld, stand vom 13. bis Ende des 15. Jahrhunderts unter der Herrschaft des Grafen von Katzenelnbogen. Graf Diether V. von Katzenelnbogen ließ in den Jahren 1245–46 die starke Festung Rheinfels erbauen, wobei auch die Einwohner der Vogtei Pfalzfeld Frondienste leisten mussten. Bei besonderen Veranlassungen und Notfällen mussten die Dörfer Badenhard und Utzenhain, sowie die ganze, aus 7 Dörfern bestehende Vogtei Pfalzfeld Burgdienste leisten, wie dies bei der Belagerung der Festung Rheinfels vom Jahr 1692 und 1794 der Fall war. In den folgenden Jahrhunderten wechselten mehrmals die Herren von Rheinfels. Sei es durch Schenkungen und Vererbungen, teils auch durch Kriegseinwirkungen.
Vom Ende des 15. Jahrhunderts bis Anfang des 17. Jahrhunderts gehörte die hiesige Gemeinde den Landgrafen von Hessen-Kassel an.
Der Landgraf „Philipp der Großmütige“ führte in der Grafschaft Katzenelnbogen im Jahre 1528 die Reformation ein.
Von 1626 bis 1648 waren die Landgrafen von Hessen-Darmstadt die Herren der Grafschaft Katzenelnbogen.
In der Zeit des Dreißigjährigen Krieges hatte die hiesige Gemeinde auch schwer unter Besatzung und den durchziehenden Horden zu leiden und was diese noch übrig und zurückließen, wurde 1635 noch durch die Pest dezimiert. Ganze Dörfer sollen ausgestorben sein. Nach damaligen Angaben soll die Vogtei Pfalzfeld 40 Familien umfasst haben. Davon sollen 10 Familien übrig geblieben sein und von 126 Maltern Hafer Erbzins (Steuer wurde in damaliger Zeit in Naturalien bezahlt), wurden im Jahre 1655, 75 Malter als von öde liegenden Gütern in Abgang geschrieben. Wer die schwere Zeit überlebte, war in die Wälder geflüchtet, aus Furcht vor den raubenden und plündernden Horden. Dies hatte zur Folge, dass im Jahre 1647 in der hiesigen Gegend eine große Hungersnot ausbrach. Die Chronik berichtet davon, dass ein Acker, der 1640 für 500 Taler verkauft wurde, im Jahre 1647 gegen 5 Brote eingetauscht wurde. Die Menschen ernährten sich von Wurzeln. Rinder und selbst das gefallene Vieh wurde versetzt.
Im Jahre 1794 besetzten die Franzosen unter General Jourdan das ganze linke Rheinufer. Im Jahre 1794 fing auch die Belagerung der Festung Rheinfels an. Über diese Zeit liegt ein Bericht von dem Badenharder Bürger, Johann Adam Brück, vor: „Im Jahre 1794, acht Tage vor Allerheiligen, kamen die ersten Franzosen hierher und zwar auf dem Wege von ‚Zalgert‘. [Aldgund 3 km südlich von Badenhard gelegen] Angst und Sorge war überall. Sie zogen durch Badenhard bis zur Straße [St. Goar – Pfalzfeld], kehrten aber dann wieder um kamen wieder ins Dorf zurück. Sie gingen in die Häuser und forderten Brot, nahmen jedoch nichts mit Gewalt. Zwei Tage später lagerte sich eine ganze Armee um das Dorf herum. Nun mussten wir unsere ganzen Nahrungsmittel abgeben, sodass für uns nichts mehr übrig blieb. Nach ein paar Tagen kamen auch noch Reiter in das Dorf. Die Leute mussten ihr Vieh aus den Ställen treiben, damit die Reiter ihre Gäule unterstellen konnten, und sie selbst flüchteten in die Birkheimer Mühle [im Niederbachtal]. In den ‚Vorhäupten‘ [Wiesengrund unterhalb des Ortes] hatten die Franzosen ihr Proviantlager aufgeschlagen. Hier wurde auch geschlachtet. In der Mehrzahl Ochsen und Hämmel. Von hier aus wurden die Belagerungsgruppen der Festung Rheinfels versorgt. Nach der Eroberung der Festung durch die Franzosen sei es besser geworden.“
Von den Jahren 1794–1797 liegt noch eine Kriegskostenrechnung der Gemeinde Badenhard vor. Sie beträgt 42.410 Taler und 21 1/2 Krone.
|                                                                                  | Taler  | Kronen  |
| -------------------------------------------------------------------------------- | ------ | ------- |
| Kosten der Einquartierung                                                        | 05.010 |         |
| Schaden durch Diebstähle                                                         | 02.648 | 0301/2  |
| Schaden an Grundstücken und Wald                                                 | 05.200 |         |
| Erpressungen von der Gemeinde                                                    | 16.738 | 033 1/2 |
| Schaden an Gärten und Feldern                                                    | 02.250 |         |
| Schaden an Kriegsführen                                                          | 06.490 |         |
| Schaden an Botengängen                                                           | 0.0900 |         |
| Schaden an Arbeiten an den Festungswerken zu Rheinfels, Koblenz, Rhein und Mosel | 02.812 |         |
| Schaden an verlorenem Vieh und Gerät bei Kriegsführen                            | 0.0076 |         |
| Außerdem noch                                                                    | 0.0286 | 0571/2  |
|                                                                                  | 42.410 | 120 1/2 |

Die alte Kirche in Badenhard wurde 1741 erbaut. Es ist nicht nachweisbar, ob vorher auch schon eine Kirche hier war, oder ob die Leute nach Pfalzfeld zur Kirche gingen. Über der Eingangstür der alten Kirche ist folgender Satz in lateinischer Sprache in einen Holzbalken eingehauen: „Bewahre Deinen Fuß, wenn Du zum Hause Gottes eingehst und komm, daß Du hörest.“ Der Balken blieb trotz Abriss dieser Kirche 1909 erhalten und ist heute noch zu sehen. Die finanziellen Mittel zum Bau der neuen Kirche stammten aus einem Vermächtnis einer hiesigen Einwohnerin an die Kirchengemeinde. Die Bauarbeiten wurden von der Firma Gottlob Bernhard aus St. Goar ausgeführt. Am 10. Oktober 1910 wurde die neue Kirche eingeweiht und seiner Bestimmung übergeben. Die Kirche mit ihrem 27 m hohen Turm, erhebt sich weit über das Ortsbild hinaus.
Die alte Schule, welche im Jahre 1831 erbaut war, die bis zum Jahre 1930 von den Kindern beider Gemeinden, Badenhard-Utzenhain, besucht wurde, wurde im Jahre 1930 von der Gemeinde Badenhard angekauft und als Gemeindehaus verwendet. In den Jahren 1929–1930 ließ der Schulverband Badenhard-Utzenhain nach damaligen Gesichtspunkten ein neues Schulhaus errichten. Erbauer war wieder die Firma Gottlob Bernhard aus St. Goar. Die vorher erwähnte alte Schule, welche 1831 erbaut worden war, ist noch nicht das erste Schulhaus in Badenhard gewesen, denn die Chronik berichtet von Lehrern, die dort seit 1750 tätig waren. Einer ist erwähnt, der nebenbei noch Schneider und Leinenweber war und auch noch Land und Vieh hatte.
Nach Teilung des Sankt Goarers Stadtwald am 24. Februar 1832 erhielt am 31. Mai 1835 Badenhard von Sankt Goar gewisse Waldteile als Eigentum überwiesen, wogegen sie auf alle sonstigen Ansprüche an den Stadtwald verzichteten. Ferner erhielt Badenhard 48 Wagen Laub jährlich aus dem Stadtwald für ewige Zeiten zuerkannt.
An den Feldzügen 1866 haben von Badenhard zwei und Utzenhain ein Mann teilgenommen. Einer aus Badenhard wurde in der Schlacht bei Königgrätz durch einen Granatsplitter verwundet.
Am Krieg 1870/71 haben aus Utzenhain zwei und aus Badenhard drei Mann teilgenommen. Alle kamen ohne Schaden wieder zurück.
Der Erste Weltkrieg forderte auch von beiden Gemeinden sein Tribut. Alle wehrfähigen Männer waren eingezogen. Aus Badenhard fielen fünf Männer und aus Utzenhain kehrten sieben nicht mehr zurück. Damals war ein Kommando kriegsgefangener Russen in beiden Orten, die den Daheimgebliebenen halfen, ihre Äcker zu bestellen und zu ernten.
Auch im Zweiten Weltkrieg waren alle wehrdienstfähigen Männer eingezogen. Aus Badenhard fielen neun Männer, vermisst werden noch vier. Aus Utzenhain fielen sieben Männer und vermisst wird noch einer. Unter diesen Gefallenen und Vermissten waren acht Sangesbrüder. Im Gegensatz zum Ersten Weltkrieg wurde nun ein Kommando kriegsgefangener Franzosen zum Einsatz in der Landwirtschaft gezwungen.
Unter direkten Kriegseinwirkungen litt keiner der beiden Orte. Es fielen einige Bomben in unmittelbarer Nähe. Diese richteten aber nur Schaden an Feld und Wald an. Am 10. Mai 1940 kamen am Nachmittag einige deutsche Flugzeuge von Bombardierungen zurück. Bei einem Flugzeug brannte ein Motor. Dieses Flugzeug ließ hunderte von Halbbrandbomben ungefähr 600 m westlich des Dorfes auf ein Feld fallen, wo sich der größte Teil entzündete. Danach stürzte es in der Nähe von Halsenbach in einem Waldstück ab.
Am 4. März 1945 kamen amerikanische Truppen aus Richtung Pfalzfeld über Birkheim, hier in beide Orte. In den Weiden unterhalb des Dorfes war Artillerie in Stellung gegangen. Diese beschoss deutsche Stellungen auf rechtsrheinischem Gebiet. Die Ortsbewohner wurden in einigen Häusern zusammengetrieben; nur zum Füttern durften sie unter Bewachung 1 1/2 Stunden morgens und abends nach Hause. Der letzte Heimkehrer aus Kriegsgefangenschaft kam Weihnachten 1949 nach Haus.
Nach dem Zweiten Weltkrieg machte die zunehmende Mechanisierung auch vor unseren Dorf nicht Halt. Schon etwas später waren in Badenhard-Utzenhain die Betriebe an industrielle Standards angepasst. Die Landwirtschaft nahm einen schnellen Aufschwung. Auch hat sich die Entwicklung des Ortsbildes und des Ortsbereiches in den Jahren nach dem Zweiten Weltkrieg in beiden Ortschaften grundlegend geändert. Es wurden viele neue Wohnhäuser und ökonomische Gebäude errichtet. Mit Unterstützung der zuständigen kommunalen Behörde konnten beide Gemeinden u. a. Straßennetz und Kanalisierung ausbauen. In Badenhard wurde ein neues Gemeindehaus gebaut, darin waren unter anderem das Gemeinde-Backhaus, ein Kelterraum, ein Geräteraum der Feuerwehr und die Viehwaage untergebracht. Bei einer Renovierung in den 90er Jahren wurden die Räume für andere Zwecke nutzbar gemacht. Darüber ist ein Saal für 100 Gäste mit eingebauter Bühne. Dieser Saal steht auch den Einwohnern für familiäre Festlichkeiten zur Verfügung.
Am 26. September 2010 wurde die 100-Jahr-Feier der Evangelischen Kirche mit gleichzeitiger Einweihung der erneuerten Dorfstraße veranstaltet. Der Erlös der Feier von 622,66 € wurde an eine Hospizgemeinschaft gespendet.
Im Rahmen einer Gedenkfeier am 3. November 2013 wurde der Wanderweg Reinholds Pad eingeweiht. Dieser Weg führt durch die Eichenwälder parallel an der Niederbach entlang.
Mit der Genehmigung und Errichtung von 2 Windkraftanlagen im Jahre 2014 wurde ein Beitrag zur ökologischen regenerativen Energiewende geleistet. Im Rahmen dieser Baumaßnahme wurde Badenhard auch an eine schnelle Internetverbindung mit Glasfasertechnologie verbunden.

## Evangelische Kirche

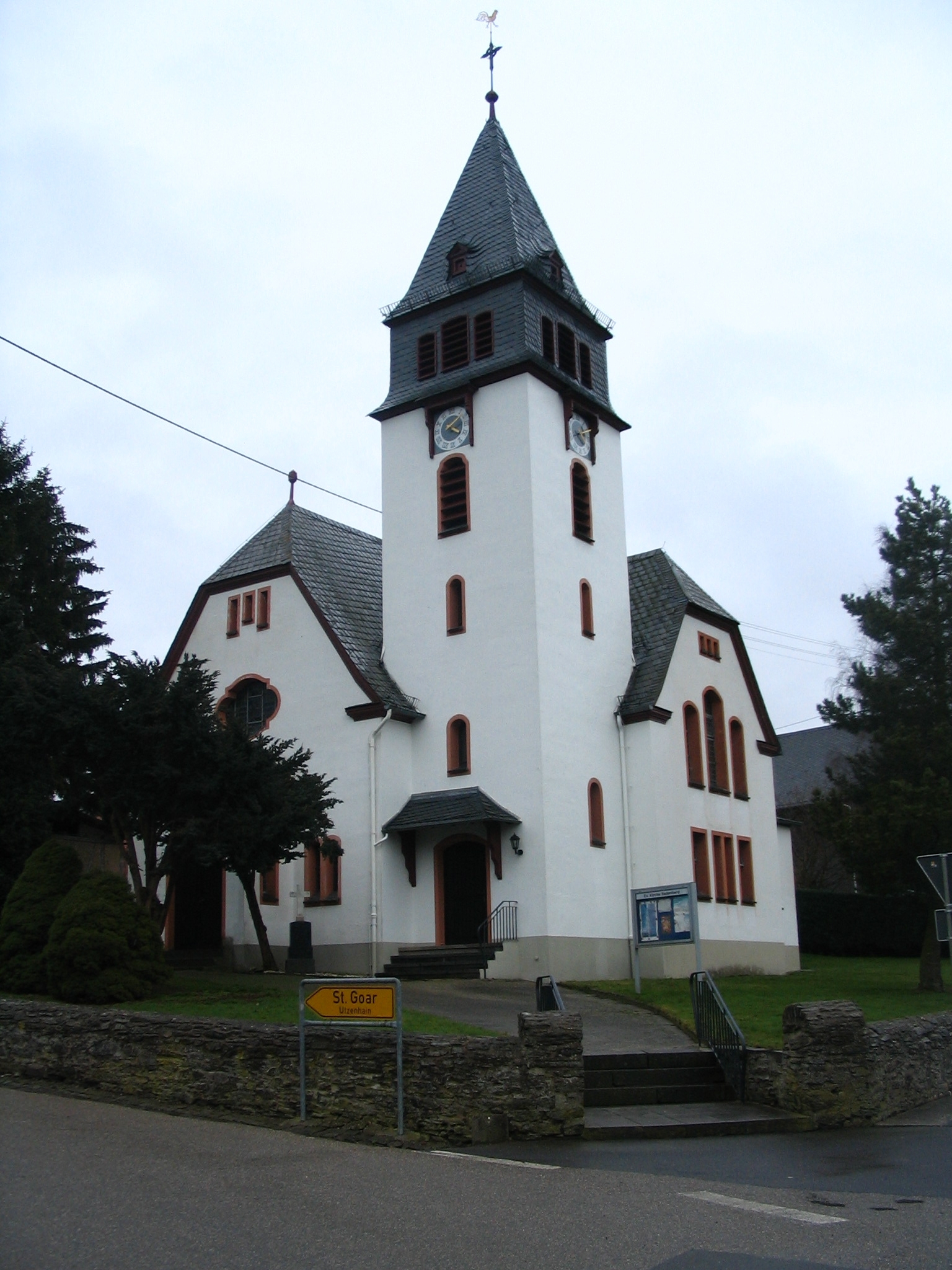
Ev. Kirche seit 1910

Die Mehrzahl der Einwohner Badenhards ist evangelischer Konfession. Die evangelische Kirche des Ortes wurde in den Jahren 1908 / 1909 als barockisierender Jugendstilbau auf T-förmigem Grundriss aus den Mitteln einer Erbschaft erbaut.
Die Orgel wurde 1957 von der Werkstatt Willi Peter errichtet und 2017 im Rahmen einer Kirchenrenovierung überarbeitet, wobei auch die Prospektpfeifen erneuert wurden.

## Politik

### Gemeinderat
Der Gemeinderat in Badenhard besteht aus sechs Ratsmitgliedern, die bei der Kommunalwahl am 9. Juni 2024 in einer Mehrheitswahl gewählt wurden, und dem ehrenamtlichen Ortsbürgermeister als Vorsitzendem.

### Bürgermeister
Ortsbürgermeister ist Dirk Jost. Bei der Direktwahl am 26. Mai 2019 wurde er mit einem Stimmenanteil von 73,75 % in seinem Amt bestätigt. Bei der Direktwahl am 9. Juni 2024 wurde er mit 84,9 % der Stimmen ohne Gegenkandidat erneut für fünf Jahre wiedergewählt.

### Wappen
| Wappen von Badenhard | Blasonierung: „In geteiltem Schild oben in Gold drei rote Eichenblätter nebeneinander, unten in Blau zwei silberne Ähren.“ |
| Wappen von Badenhard | Wappenbegründung: Die Eichenblätter weisen auf die Laubwälder, die Ähren auf die Landwirtschaft hin. Die Metalle und Farben des Wappens sind die der Katzenellenbogener und die der Landgrafschaft Hessen, zu deren Gebiet Badenhard einst gehörte. |

## Vereine

### Gemischter Chor „Sängergruß“ Badenhard-Birkheim-Utzenhain e. V.
Der Chor wurde im Jahre 1922 von dem Junglehrer Valentin Krämer gegründet. Krämer wurde 1898 in Mengerschied als Sohn des dortigen Dorfschullehrers geboren. Gleich nach seiner Anstellung als Lehrer an der Schule in Badenhard legte er mit einigen Schülern den Grundstein zu dem noch heute bestehenden Gesangverein. Im Jahre 1985 wurde aus dem bis dahin reinem Männerchor ein gemischter Chor, welcher heute von dem Birkheimer Bernhard Münnig dirigiert wird.

### Fußballfreizeitmannschaft Dreiländerkicker
gegründet 1979, besteht genau wie der Chor aus Einwohnern der drei Dörfer Badenhard, Birkheim und Utzenhain. Im Jahr 2018 wurden die Dreiländerkicker ein eingetragener Verein.

## Sehenswürdigkeiten
- Reinholds Pfad

Siehe auch:
- Liste der Kulturdenkmäler in Badenhard
- Liste der Naturdenkmale in Badenhard

## Verkehr
Badenhard liegt nur wenige Kilometer von der A 61 entfernt.
Im Umkreis von 10 km sind die Bahnhöfe Emmelshausen oder Sankt Goar erreichbar.

## Persönlichkeiten
In Badenhard lebte bis zu seinem Tod 2019 der Schriftgestalter Hans Schmidt.